# 도도 (수학도둑)
도도는 수학 도둑의 남주인공이다. 메이플월드에서 이상한 빛을 통해 매쓰 아일랜드로 왔다. 메이플스토리 게임의 주인공이다.
또한 빅토리아 아일랜드로 가서 전사가 되고
싶어한다.

## 인물관계 (시즌4 기준)
- 아루루 : 도도와 같은 파티원이지만 배신한다.
- 주카 : 아루루와 동일.
- 오르카 : 아루루와 동일.
- 아에라스 : 도도를 좋아한다.
- 아란 : 도도의 조력자.
- 메르세데스 : 도도를 좋아하는 도도의 조력자.
- 땅그지 : 맘시티 마피아 집단,도도를 형이라 부르며 좋아한다.
- 카산드라 : 도도를 배신했지만, 도도에게 다시 돌아왔다.

## 등장
도도는 수학도둑 1~78권에서 등장했다.